# Christer Egerström
Christer Åke Folkesson Egerström, född 3 december 1885 i Mjölby församling, Östergötlands län, död 3 december 1971 i Nättraby, var en svensk militär (kommendörkapten).

## Biografi
Egerström var bland annat chef för Andra flygkåren (F 2) under åren 1929–1932.

### Familj
Egerström gifte sig 1 november 1919 på Västeråkra med Signe Aurore Wachtmeister af Johannishus (född 1898), dotter till riksdagsmannen Hugo Hansson Wachtmeister och FRances Aurore von Koch.